# NoFap
NoFap是一个由希望戒除自慰和色情的人组成的网站，该网站事实上起到了互助小组的作用。网站名使用了英语中与男性自慰有关的俚语fap。该社区成员戒除自慰的原因多种多样，一般出于宗教、道德、提升自我或是不被主流医学认可的医学原因。神经科学家、心理学家和其他医学专家經常批评该网站成员的观点和贡献，网站成员的观点和贡献亦常被认为属于过时的、过度简化的或是根本就是错误的理论。

## 成立
2011年7月，一篇发表于2003年的论文火遍了Reddit，这篇论文认为男性一旦在7天内不进行手淫，那麼到了第七天，其睾丸激素水平會飙升145.7％。匹兹堡网站开发者亚历山大·罗兹（Alexander Rhodes）在阅读了这篇论文后建立了NoFap子板（SubReddit）。建立之初，该子板声明NoFap的成员致力于“……提升他们的社交关系”，并“致力挑战自己的意志，掌握对性的控制权，并将其转化为自己的力量”，但最终子板的主旨转向了“放弃色情、自慰和性高潮”。尽管NoFap子板常被认为是男性占绝对多数的网站，网站中亦有一小部分女性。罗兹利用数据分析认为有约5%的参与者是女性。
“fap”一词是用于男性自慰的拟声网络用语，最早出现在1999年的网络漫画《性爱失败者》（Sex Losers）中，指代一位男性角色自慰时发出的声音，随后在网络上长期流行。
亚历山大·罗兹曾在尼古拉斯·塔娜撰写和导演的纪录片《粘性:一个(自我)爱情故事》中露面，并讨论了他的发现和对手淫的看法。在这部纪录片拍摄结束后，罗兹在Reddit上创建了NoFap子板，拥护他的观点的人常被称为“戒撸侠”。

### NoFap.com
由于Reddit上NoFap子板的用户数目两年内翻了超过两番，罗兹认为有必要建立一个专门的网站适应快速增长的人数，最终他建立了NoFap.com。NoFap.com的网站架构类似论坛，在这里，成员之间可以分享他们远离色情和/或远离自慰的经历并参与恢复自我的挑战。NoFap.com事实上是Reddit子板NoFap的一个姊妹站点。此外NoFap.com以“高级会员”和“网站商城”的方式盈利。

## 成员构成

### 数据分析
一篇2020年的研究认为“基本上所有的NoFap网站成员（超过99%）是男性”。据数据分析该网站成员的宗教光谱十分广，从像建立者罗兹这样的无神论者到基督教基要主义者均有。尽管数量不多，但NoFap社区中亦有女性。 NoFap亦有时被看作属于极右翼社群组，马诺圈的一员。NoFap网站的成员互相之间称彼此为“撸航员”（“Fapstronauts”）。其他的一些称呼还包括“不撸人”（“NoFappers”或“No-fappers”），“戒撸侠”（“fapstinent”）。一些自述有色情成瘾的人亦会到NoFap寻求帮助，一些成员加入NoFap则是单纯的想要提高生活质量并提升人際關係。

### 成员目标
NoFap论坛成员的最终目标是彻底戒除自慰，这个目标一般由于他们认为“自慰是不健康的”。一些NoFap成员声称，在经过一段时间的禁欲后，他们在身体和心理上变得更加健康，一些NoFap成员认为他们的大脑曾被色情扭曲，并导致他们社交不畅。
NoFap成员对待性健康的看法也各不相同，不过总体上来说支持其他成员追求性健康的尝试。马诺圈的成员经常将NoFap网站的技术称为是一种自我提升的方法，其中一部分成员认为这是一种抵消“死亡握综合征”的好方法。

## 反响
现有的医学共识认为，正常的自慰行為对人体完全无害。《默沙東診療手冊》认为「只有當手淫行為抑制了伴侶之間的性行為，或者在公開場合進行，以及成為強迫性衝動行為造成困擾時才被認為是不正常的。」在美国，自慰在DSM第二版前仅被认为属于心理不健康，之后更是被排除出了心理问题一栏。1972年，美国医学会根据现有科学共识认为，自慰完全是正常的生理活动。明尼苏达大学教授柯尔曼2008年的研究认为自慰是一种常见的行为并与性健康指标有关。伊利诺伊大学厄巴纳-香槟分校的医学研究认为，自慰不会过度消耗人体的能量，亦不会造成早泄。随着研究的深入，医学家发现男性自慰频率与睾丸激素水平正相关，并且在达到性高潮时睾丸激素会激增。
美国精神病学协会和世界卫生组织均认为，“色情成瘾”不属于正常的医学诊断，亦不属于疾病。现有的科学研究结论同样推翻了NoFap社区成员认为自慰与勃起功能障碍有关的结论。《心理学导论》的作者库恩、米特尔和马提尼三人在著作中顺便提到了NoFap，并称色情为“超常刺激”，但使用了强迫模型而非成瘾模型代入色情的刺激。
《赫芬顿邮报》采访到的治疗师保拉·霍尔（Paula Hall）曾被询问如何看待NoFap宣称“[戒除自慰和色情]的健康益处包括精力变得更加充沛、更强的注意力和更好的睡眠质量”并回应称“目前几乎没有医学证据能证明他们说的这些益处”。《赫芬顿邮报》采访的另一位治疗师罗伯特·韦斯直接认为NoFap是技术倒退的一部分。NoFap成员的努力亦被批评会产生令人尴尬的副作用，如男性长时间的勃起或性欲过剩。心理学家大卫·莱伊在文章中写道：“我无意站在他们的对立面，但我确实认为他们的理念经不起推敲、十分幼稚，促进了悲观的还原论并扭曲了男性性爱和男性气质；”莱伊批评NoFap支持者的水平十分业余，使用“坏数据”和经不起推敲的类科学推论认定色情对大脑的损伤更大，并且宣称色情会造成勃起功能障碍。莱伊认为，NoFap网站是历史上的反自慰运动的延续，例如18世纪的瑞士医生萨缪尔·蒂索也曾宣称自慰是一种病，会“弱化男性的精神”并引起不道德的行为；美国医生本杰明·拉什也曾认为自慰会致盲；威尔·基思·凯洛格则开发了玉米片来反自慰。
一份2020年的研究显示，尽管NoFap宣称他们的网站基于科学，但NoFap成员越远离色情，就往往越不信任科学。社会心理学家泰勒（Taylor）和杰克逊（Jackson）分析了NoFap网站的内容后认为，一些NoFap成员不只是拒绝色情，更在拒绝女权对色情的批评。这两位心理学家进一步指出，NoFap的成员经常利用和输出男性霸权社会体系（例如，男性是享乐的主要寻求者，而女性则是这种享乐的自然提供者），这进一步加剧了他们对性虐恋（sexual dominance and submission）的期望。一篇2020年发表于《社会力量》的对媒体上的色情内容的系统性回顾的论文认为“报纸上的理论不一定来自科学家，我们进一步发现许多理论来自于并非相关行业的专业人士”，论文作者提到，“罗兹被不断引用，媒体不断地报道他‘曾沉迷于互联网色情’以及他的个人经历。”作者最终得到结论“记者和政治家正在滥用科学发现，以推进其媒体知名度和政治前途……这最终导致性别刻板印象的加深以及异性恋的增加”。
该社区亦有阴谋论存在。《纽约时报》的一篇报道指出，白人至上主义者认为，色情制品是犹太人的阴谋。另一份2020年的论文指出，NoFap社区受白人至上主义影响严重，并指出许多白人至上主义者认为“通过克服色情（成瘾）争取白人‘重新男性化’的斗争必须与反犹太主义相结合，克服色情的斗争不仅是与色情斗争，更是与‘犹太人的色情制品’和‘犹太人带来的污秽’斗争，而像NoFap这样的社区应该起到带头作用”。
NoFap亦被多位新闻工作者批评。部分新闻工作者批评该论坛成员大都有厌女症，并进一步指出“NoFap有其更黑暗的一面。在NoFap的Reddit讨论区和YouTube视频中常有歧视和厌恶女性的言论”，并且认为“NoFap社区已经与性别歧视和厌女症连结在了一起，最终将女性变成性物品（sexual objects）并羞辱那些在性问题上开放的女性”。社会学家凯尔西·伯克认为“罗兹和一小部分员工事实上掌控着NoFap.com”；她进一步指出“没有任何的科学证据支持NoFap成员的‘放弃自慰和色情就能获得力量’的说法，然而仍有成千上百的NoFap成员声称自己在获取力量”；她还批评NoFap在内的类似团体“最终将科学与精神上的理论混为一谈，导致参与者的性别刻板印象被破坏性的加强——那些性欲高涨、欲望强的男性被简单的归为与相同特点的女性‘思维方式不同’。在NoFap社区中，女性的性生活变得仅与男性的欲望有关……色情成瘾恢复治疗反而重新产生了色情最糟糕的那一部分”。

## 类似站点
2003年，百度贴吧「戒色吧」成立，此贴吧设立的目的是为了让同样是想戒除自慰的网友一起交流和相互帮助，但该贴吧存在着较大的争议，有自媒体和学者认为戒色吧的理念过于激进；也有自媒体和学者表示不认同戒色吧的观点，并将其称之为「邪教」。NoFap社区亦常被称为“美国戒色吧”、“美国版戒色吧”。2020年，该贴吧被南方日报认为属传播伪科学。
2017年，《獨立報》上的一份文章“Inside the Community of Men Who Have Given Up Porn”指出了另外几个与NoFap类似的Reddit子板，如/r/pornfree，pornfree子板的成员大都认为应戒除色情，但不必戒除自慰。2018年，《独立报》的另一期文章认为pornfree是“没那么极端”的NoFap。

## 參见
- 戒色吧
- 色情的影響
- 反色情（英语：Opposition to pornography）
- 替代医学
- 性禁慾
- 匿名性瘾者（英语：Sex Addicts Anonymous）
- 匿名性爱成瘾者（英语：Sex and Love Addicts Anonymous）
- 匿名性爱者（英语：Sexaholics Anonymous）
- 性高潮後病情症候群
- 十一月不撸